# La leggenda del pianista sull'oceano
La leggenda del pianista sull'oceano (br A Lenda do Pianista do Mar; pt A Lenda de 1900) é um filme italiano de 1998, do gênero drama, dirigido por Giuseppe Tornatore, com trilha sonora de Ennio Morricone e Roger Waters e fotografia de Lajos Koltai.
O filme é inspirado no monólogo de teatro Novecento, de Alessandro Baricco.

## Sinopse
Max Tooney adentra um antiquário logo após a Segunda Guerra Mundial com o objetivo de penhorar seu trompete. Ele pergunta se pode tocá-lo uma última vez, tocando uma canção que é reconhecida pelo responsável pela loja, pois esta a havia ouvido de um disco quebrado encontrado no interior de um recém-adquirido piano usado. Ele pergunta quem havia composto e tocado aquela música. Então, a estória de 1900 é relatada ao dono da loja (e ao espectador) em forma de flashback.
1900 foi encontrado abandonado no SS Virginian, um bebê no interior de uma cesta, e provavelmente filho de imigrantes que estavam hospedados no alojamento destinado aos passageiros humildes. Danny, um empregado que lidava com carvão na caldeira, determina que irá, ele mesmo, cuidar do garoto. Ele o nomeia como Danny Boodman T. D. Lemon 1900 (uma combinação de seu próprio nome, o ano corrente, e uma propaganda lida no cesto em que o garoto foi encontrado) e esconde seu achado dos oficiais do navio. Desafortunadamente, alguns anos depois, Danny morre devido a um acidente de trabalho, e 1900 é forçado a sobreviver a bordo do SS Virginian como um órfão. Por muitos anos ele viaja, em idas e voltas através do oceano Atlântico, mantendo-se discreto e, aparentemente, aprendendo várias das línguas faladas pelos imigrantes da terceira classe.
No entanto, o garoto demonstra ter um dom particular para a música e ao crescer, torna-se integrante da orquestra do navio. Ele torna-se, ainda, amigo de Max, em seu embarque em 1926, mas nunca deixa o navio, mesmo quando flerta com a possibilidade de uma nova vida ao lado de uma bela imigrante. Aparentemente, nesse ponto de sua vida, o mundo além do navio já é grande demais para sua imaginação. Porém, ele se mantém em dia com as novidades musicais exteriores (através de discos ou partituras, e acaba por ganhar uma considerável reputação.
Em um certo ponto do filme, Jelly Roll Morton, nome famoso do jazz de New Orleans, embarca no navio com o objetivo de desafiar 1900 para um duelo de piano. 1900 apenas brinca com o temperamental Morton, chegando ao ponto de tocar, nota por nota, uma versão da música que Morton acabara de tocar. Ao final, 1900 derrota Morton habilmente.

## Elenco principal
- Tim Roth .... 1900
- Pruitt Taylor Vince .... Max Tooney
- Mélanie Thierry .... garota
- Bill Nunn .... Danny Boodmann
- Clarence Williams III .... Jelly Roll Morton
- Peter Vaughan .... Pops, dono da loja de música
- Niall O'Brien .... chefe
- Alberto Vasquez .... maquinista mexicano
- Noriko Aida